# 854

## Догађаји
- Викиншке вође Рорик и Годфрид Харалдсон враћају се у Данску, да би преузели власт након смрти краља Хорика I. Током насталог грађанског рата, приморани су да се врате у Фризију.

- Цар Лотар I се трећи пут састаје са својом (полу)браћом (Луј Немачки и Карло Ћелави) у Атињију, Ардени, како би наставили систем „братске владе“.
- Немачки град Улм се први пут помиње у документу Луја Немачког.
- Српско-бугарски рат (853): Бугарски кан (касније кнез) Борис I, напада Српско приморје. Битка се води на српско-бугарске границе у данашњој североисточној Босни и Херцеговини. Ниједна од зараћених страна не излази као победник, бугарске снаге се повлаче и коначно обе стране закључују мировни споразум.
- Краљ Етелвулф од Весекса шаље своја два најмлађа сина, Алфреда и Етелреда, на ходочашће у Рим.
- Краљ Етелвард од Источне Англије умире, а наследи га његов 14-годишњи син Едмунд („Мученик“).